# Catocala sara
Catocala sara är en fjärilsart som beskrevs av French 1883. Catocala sara ingår i släktet Catocala och familjen nattflyn. Inga underarter finns listade i Catalogue of Life.